# Petr Ševčík (fotbalista)
Petr Ševčík (* 4. května 1994 Jeseník) je český profesionální fotbalista, který hraje na pozici středního záložníka za český klub FK Jablonec a za český národní tým.

## Klubová kariéra
Svoje první fotbalové krůčky započal v malé vesničce Supíkovice na Jesenicku, ze které se posléze stěhoval do FK Jeseník a v žákovském věku do mládeže Sigmy Olomouc.

### Sigma Olomouc
Mládežnický reprezentant si odbyl svůj debut v A-týmu olomoucké Sigmy 11. května 2014, když nastoupil do závěru ligového utkání proti pražské Spartě.
V červenci 2014 odešel Ševčík na půlroční hostování do druholigového klubu SFC Opava. Svůj debut v týmu si odbyl 2. srpna v utkání proti Frýdku-Místku, gólem přispěl k výhře 3:2. Ševčík se střelecky prosadil i v následujících dvou ligových zápasech proti Mostu a Ústí nad Labem. Během půlroku ve slezském klubu odehrál 15 utkání a vstřelil 4 branky. Jarní část sezóny strávil Ševčík v Sigmě Olomouc, nastoupil ale jen do jednoho utkání a postoupil zpátky do první ligy.
Sezonu 2015/16 zahájil v olomouckém rezervním týmu, kde pravidelně nastupoval. Na jaro začal Ševčík nastupovat v prvoligovém A-týmu. Pod trenérem Václavem Jílkem se objevoval pravidelně v základní sestavě, 1. dubna vstřelil svou první branku v nejvyšší soutěži, a to při výhře 6:2 nad Baníkem Ostrava. V sezoně odehrál dohromady 14 utkání a vstřelil 2 branky.

### Slovan Liberec
V červenci 2016 přestoupil ze Sigmy do Slovanu Liberec. Svého debutu se dočkal 28. července, kdy odehrál celé utkání třetího předkola Evropské ligy proti rakouské Admiře. 20. října si odbyl svůj debut v základní skupině, v utkání proti italské Fiorentině skóroval, ale prohře 1:3 nedokázal zabránit. Pod trenérem Jindřichem Trpišovským začal pravidelně nastupovat i v ligové soutěži. Celkem ve své první sezóně na severu Čech odehrál 31 utkání, vstřelil 1 branku.
Ševčík byl stabilním členem základní sestavy Liberce i v sezoně 2017/18. Dne 26. května 2018 vstřelil svou první ligovou branku v dresu Slovanu, a to při prohře 1:3 se Zlínem. V sezoně odehrál 22 soutěžních zápasů a vstřelil 1 gól.
Během podzimní části sezony 2018/19 se Ševčík stal klíčovým hráčem týmu trenéra Trpišovského, odehrál 19 zápasů, vstřelil 3 góly a přidal 6 asistencí.

### Slavia Praha
V lednu 2019 přestoupil Ševčík do pražské Slavie, kam se přesunul společně s trenérem Trpišovským. V Edenu podepsal smlouvu na tři a půl roku. Svůj debut si odbyl 9. února při výhře 2:0 nad Teplicemi. Do základní sestavy se během jarní části sezony i kvůli zranění třísel nedokázal naplno probojovat. Do sestavy se po zranění vrátil až 11. dubna, kdy odehrál celé utkání čtvrtfinále Evropské ligy proti Chelsea. O týden později vstřelil Ševčík v odvetném utkání dvě branky, prohře 3:4 a vypadnutí ze soutěže však zabránit nedokázal. Za svůj výkon si vysloužil nominaci do ideální sestavy Evropské ligy. V sezoně odehrál 9 utkání a pomohl Slavii k zisku mistrovského titulu. 22. května vyhrál se Slavií také domácí pohár, Ševčík ale do finále proti Baníku Ostrava nenastoupil.
Dne 21. července 2019 třemi asistencemi pomohl k vysoké výhře 5:1 nad Teplicemi. Ševčík, už jako stabilní člen základní sestavy, nastoupil také do pěti utkání základní skupiny Ligy mistrů. 2. listopadu vstřelil Ševčík svou první ligovou branku v dresu Slavie, a to při výhře 4:0 nad Baníkem Ostrava. V listopadu 2019 byl za své výkony odměněn také premiérovou pozvánkou do české reprezentace. Ševčík v sezoně 2019/20 odehrál dohromady 31 utkání, vstřelil 6 branek a přidal 12 asistencí. Slavii pomohl k obhajobě ligového titulu, v červnu gólem rozhodl o výhře 1:0 nad Viktorií Plzeň, díky které si pražský celek zajistil mistrovskou trofej.
V září 2020 se Slavií nedokázal postoupit do základní skupiny Ligy mistrů, ve čtvrtém předkole pražský celek nestačil na dánský Midtjylland. V prosinci si Ševčík poranil vazy v koleni a byl mimo hru až do začátku dubna následujícího roku. V březnu 2021 prodloužil svou smlouvu se Slavií do léta 2025. 16. května slavil s pražským celkem už svůj třetí ligový titul v kariéře, 20. května odehrál také celé vítězné finálové utkání českého poháru proti Viktorii Plzeň. V sezoně 2020/21 nastoupil do 29 utkání a vstřelil 1 gól. V létě 2021 si zahrál na Mistrovství Evropy.
Během sezony 2021/22 vedl Ševčík Slavii několikrát jako kapitán. Kvůli častým zraněním však často chyběl v sestavě trenéra Trpišovského. Dohromady nastoupil do 24 soutěžních utkání, dal 1 branku a přidal 3 asistence. Se Slavií skončil v lize na druhé příčce, v českém poháru pak pražský celek prohrál ve čtvrtfinále se Spartou.
V sezoně 2022/23 patřil Ševčík opět ke členům základní sestavy. Vzhledem k časté absenci odehrál ale jen 26 soutěžních zápasů. 3. května pouze z tribuny sledoval vítězné finále českého poháru proti pražské Spartě.
V srpnu 2023 postoupil se Slavií do základní skupiny Evropské ligy. Ve skupinové fázi soutěže ale nastoupil kvůli svalovému zranění jen do dvou utkání. V sezoně 2023/24 nastoupil do 34 utkání a vstřelil 1 gól. V létě 2024 si zahrál na Mistrovství Evropy.
Na začátku sezony 2024/25 přišel Ševčík o místo v základní sestavě, nebyl ani zařazen na soupisku Slavie pro ligovou fázi Evropské ligy.

## Reprezentační kariéra
Ševčík mezi lety 2010 a 2017 pravidelně nastupoval v českých mládežnických reprezentacích.
V české reprezentaci U21 debutoval v roce 2014. Trenér Vítězslav Lavička jej v červnu 2017 zařadil do 23členné nominace na Mistrovství Evropy hráčů do 21 let v Polsku. Ševčík nastoupil do jednoho utkání skupinové fáze, český tým obsadil se třemi body 4. místo v základní skupině C.
V listopadu 2019 byl Ševčík poprvé povolán do české reprezentace. Svůj reprezentační debut si odbyl 14. listopadu v utkání proti Kosovu.
V červnu 2021 byl Ševčík nominován na závěrečný turnaj EURO 2020. Na turnaji nastoupil do všech pěti utkání českého týmu, svým výkonem pomohl reprezentaci k postupu do čtvrtfinále, ve kterém Češi nestačili na výběr Dánska.
V létě 2024 byl po více než roční pauze povolán novým trenérem Ivanem Haškem na závěrečný turnaj EURO 2024. Na turnaji nastoupil do dvou utkání jako střídající hráč. Český tým se ziskem jednoho bodu skončil už v základní skupině.

## Osobní život
Jeho otcem je trenér Petr Ševčík, vedl mj. FK Jeseník.